# 維克斯主戰坦克
維克斯主戰坦克（英語：Vickers MBTs）是由維克斯-阿姆斯特朗公司自費開發的一系列出口用主戰坦克。該設計使用了像百夫長坦克上的L7線膛炮、酋長坦克上的利蘭L60多燃料發動機、火控系統、傳動這樣的成熟部件。除維克斯公司生產外，印度在獲得生產許可後曾大量生產這種坦克。印度生產的維克斯主戰坦克被稱爲「勝利式主力戰車」。

## 設計與研發
維克斯公司曾經在1950年代晚期研發出一種安裝QF 20磅炮的新型坦克。隨後，維克斯公司在這輛坦克的基礎上開始研發維克斯主戰坦克。
維克斯主戰坦克一型的設計定位是「一種構造簡單、成本低廉但威力強大的坦克」。第一輛原型車於1963年完成。1964年，一輛原型車被送往印度。
維克斯主戰坦克使用焊接鏈接的軋均質裝甲。該坦克重達38.6公噸，安裝一門105毫米L7式線膛炮（備彈量44發），最大速度可達48公里/小時。70輛維克斯主戰坦克被賣給了科威特，另外維克斯公司還曾經授權印度生產過不少維克斯主戰坦克的一種名爲勝利式的改進型。

## 衍生型

### 維克斯主戰坦克三型
維克斯主戰坦克三型的原型車於1975年完成，這款坦克被要求在達到與維克斯主戰坦克一型的相同指標的基礎上擁有更好的表現。相比起維克斯主戰坦克一型，這款坦克的裝甲更好，安裝一臺新式底特律柴油12V-71T渦輪增壓柴油機、由馬可尼生產的更加現代化的火控系統EFCS 600、皮爾金頓PE神鷹指揮官用晝夜兩用瞄準鏡、NANOQUEST L23砲手用瞄準鏡和西姆拉德LV352激光測距儀。這款坦克的生產始於1978年。一些這種坦克曾被賣到肯尼亞和尼日利亞。這款坦克的主炮仍是維克斯主戰坦克一型的105毫米L7A1式線膛炮。可攜帶50發尾翼穩定脫殼穿甲彈、脫殼穿甲彈、高爆反坦克彈、黏著榴彈、高爆彈、煙霧彈及碳罐彈。維克斯主戰坦克三型還有一種擁有新式懸掛系統和動力傳輸系統的改進型維克斯主戰坦克三I型（英語：Vickers MBT Mk 3(I)）和一種專爲馬來西亞研發的改進型維克斯主戰坦克三型M型（英語：Vickers MBT Mk 3(M)）。這款坦克在原來的維克斯主戰坦克三型的基礎上有包括改進火控系統等一系列的改進。

### 維克斯裝甲回收車
以維克斯主戰坦克三型爲基礎製造。安裝了一個主絞車和滑輪、電纜以及牽引桿。有些車輛裝有能夠提起4000千克物體的起重機。

### 維克斯裝甲架橋車
同樣是以維克斯主戰坦克三型爲基礎製造的車輛。裝有一個13.41米長的MLC 60/70剪式橋樑的液壓驅動鋪設和回收系統。

### 原型車

#### 維克斯主戰坦克二型
曾經計劃過的一種原型車。該車按計劃會加裝四門旋火反坦克導彈發射機，但是這款坦克卻從未投入過量產。該車採用了新設計的炮塔，另外，還使用了能時坦克行駛速度維持在56公里/小時的履帶。維克斯公司僅製造了一輛維克斯主戰塔克二型的原型車。

#### 維克斯主戰坦克四型「勇氣」
維克斯主戰坦克四型「勇氣」（英語：Vickers MBT Mk 4 Valiant）於1977年設計定型。它裝有一個「萬能炮塔」。這使得這款坦克可以根據需求安裝不同的武器，有挑戰者坦克裝備的120毫米L11A5式線膛炮、120毫米萊茵金屬 L/44式滑膛炮以及GIAT CN-120 F1式滑膛炮。火控系統是馬可尼生產的「半人馬座」式。其車體由鋁製成——這使得它沒法承受住炮塔的重量。該車的研發僅進行到原型車階段。

#### 維克斯主戰坦克七型
安裝一門120毫米火炮及改進過的維克斯主戰坦克四型的炮塔。因爲安裝萬能炮塔之故，所以還能使用L7線膛炮或120毫米萊茵金屬 L/44式滑膛炮。此外，這款坦克使用了豹II坦克的車體，以增加產品吸引力。該車重達54噸，由一臺1500匹的發動機驅動。乘員數爲4人。

## 用戶
- - 該國共訂購76輛維克斯主戰坦克三型和7輛裝甲回收車。這批車輛於1979年至1982年間交付。[4]
- 科威特 - 維克斯公司曾於1970-1972年間向該國交付70輛訂購的維克斯主戰坦克一型。這批坦克可能業已退役。[4]
- 奈及利亞 - 該國共訂購136輛維克斯主戰坦克三型、12輛裝甲回收車、26輛裝甲架橋車。這些車輛在1983-1995年間交付。[4]
- 坦桑尼亚 - 該國共訂購4輛裝甲回收車，這4輛裝甲回收車於1989年交付。[4]

## 外部連結
| 论 编 | 二戰後歐洲裝甲戰鬥車輛 |